# Лабуль
Лабу́ль (фр. Laboule, окс. La Bola) — коммуна во Франции, находится в регионе Рона — Альпы. Департамент коммуны — Ардеш. Входит в состав кантона Вальгорж. Округ коммуны — Ларжантьер.
Код INSEE коммуны — 07118.

## Население
Население коммуны на 2008 год составляло 141 человек.
| 1962 | 1968 | 1975 | 1982 | 1990 | 1999 | 2008 |
| ---- | ---- | ---- | ---- | ---- | ---- | ---- |
| 145  | 127  | 92   | 111  | 108  | 112  | 141  |

## Экономика
В 2007 году среди 79 человек в трудоспособном возрасте (15—64 лет) 49 были экономически активными, 30 — неактивными (показатель активности — 62,0 %, в 1999 году было 57,1 %). Из 49 активных работали 40 человек (18 мужчин и 22 женщины), безработных было 9 (8 мужчин и 1 женщина). Среди 30 неактивных 2 человека были учениками или студентами, 17 — пенсионерами, 11 были неактивными по другим причинам.

## Фотогалерея
- Лабуль (деревня Вало)
- Лабуль (деревня Абриж)
- Церковь
- Карта коммуны